# 스티네 스텡아데
스티네 스텡아데(덴마크어: Stine Stengade, 1972년 6월 1일 ~ )는 덴마크의 배우이다.

## 영화
- 익스큐즈 미 (2012년) - 비트 역
- 룸 304 (2011년)
- 프라그 (2006년)
- 닌 (2005년)
- 안나스 데이 (2003년)
- 키라즈 리즌: 어 러브 스토리 (2001년)